# Turdinule des rochers
Gypsophila crispifrons
Espèce
Statut de conservation UICN

 LC  : Préoccupation mineure
La Turdinule des rochers (Gypsophila crispifrons) est une espèce de passereau de la famille des Pellorneidae.

## Répartition
On la trouve en Birmanie, Chine, Laos, Thaïlande et Vietnam.

## Habitat
Elle habite les forêts humides tropicales et subtropicales.